# A Gathering of the Tribes

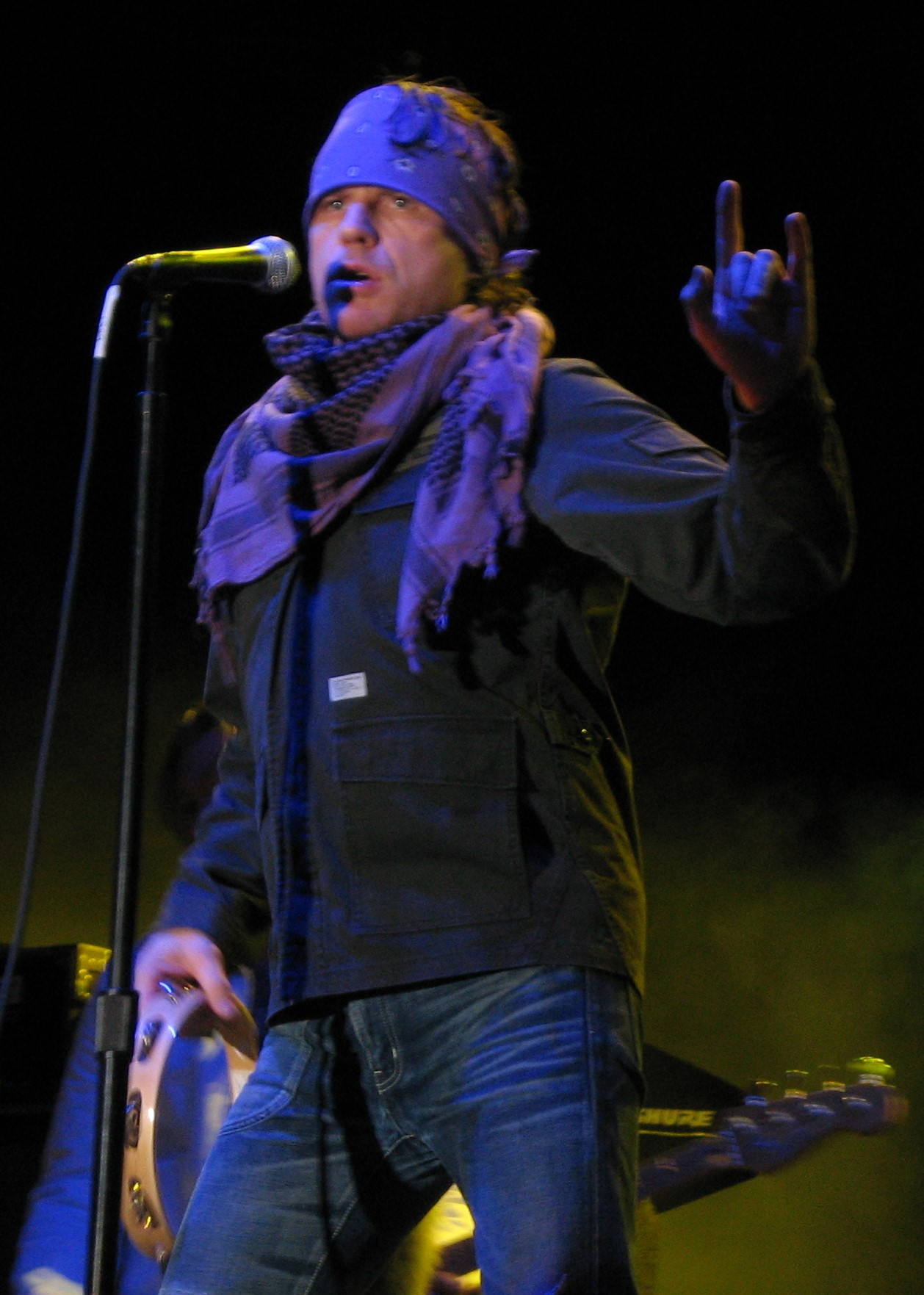
Ian Astbury, uno de los organizadores del festival.

A Gathering of the Tribes fue un festival musical y cultural organizado por Ian Astbury, (vocalista y fundador de la banda inglesa The Cult) y el promotor Bill Graham, en California, en octubre de 1990. Este festival fue considerado como el precursor del popular Lollapalooza, una opinión compartida por el propio Astbury. El festival se llevó a cabo en el Shoreline Amphitheatre en Mountain View, California, Estados Unidos, el 6 de octubre, y en el Pacific Amphitheatre en Costa Mesa, California, el 7 de octubre. El evento estaba destinado para recaudar dinero para ayudar a los nativos norteamericanos. 

## Bandas participantes
- Soundgarden
- Ice-T
- Indigo Girls
- Queen Latifah
- Joan Baez
- Steve Jones
- Michelle Shocked
- Iggy Pop
- The Cramps
- The Quireboys
- The Mission
- Public Enemy.[1][3]